# Фриде, Хуан
Хуан Фриде Альтер (исп. Juan Friede Alter; 17 февраля 1901, Российская империя — 28 июня 1990, Богота, Колумбия) — колумбийский историк украинско-еврейского происхождения, признанный одним из важнейших авторов, писавших о доколумбовом прошлом, испанских завоеваниях и колониальном периоде Колумбии. Выступал сторонником индихенизма, описывавшим угнетение коренных народов и защищавшим их права.
В 1926 году Хуан Фриде впервые отправился в Колумбию по делам, и его очарованность этой страной, её климатом и культурой заставила его осесть здесь. В 1930 году он стал гражданином Колумбии. В 1940-х годах Фриде провёл обширные исследования различных коренных народов страны, их современного положения и богатого прошлого (в том числе цивилизации чибча-муисков). Он был профессором недавно созданного факультета социальных наук Национального университета Колумбии. Считается одним из пионеров движения «Новая история» в Колумбии, наряду с Хайме Харамильо Урибе, Луисом Эдуардо Ньето Артетой и Луисом Оспиной Васкесом.

## Биография
Хуан Фриде Альтер родился 17 февраля 1901 года в еврейской семье в деревне, название которой испаноязычные источники передают как Влава (Wlava, Wlawa или Wlaba), указывая её как украинскую или польскую, при этом расположенную недалеко от границы Российской империи с Германией. Фриде отправился учиться в Москву в неспокойные годы русской революции 1917 года, вынудившие семью эмигрировать в Германию. 
Фриде изучал экономические и социальные науки в Высшей школе мировой торговли в Вене, которую окончил в 1922 году. Среда «Красной Вены» 1920-х годов оказала на Фриде положительное влияние, и он был членом анархо-экологического общества под названием «Vanderfliegel». После учёбы в Вене он продолжил свои изыскания в недавно основанной Лондонской школе экономики. В 1923 году Фриде начал работать в импортно-экспортной фирме J. Stern &amp; Co. В 1926 году она отправила Фриде в Колумбию.
Фриде прибыл сначала в Картахену, а затем в Буэнавентуру. Страна, её климат и люди, но также и увиденная здесь нищета, произвели на него такое впечатление, что он решил эмигрировать. Хуан Фриде сперва поселился в Манисалесе, продолжая работать на компанию J. Stern & Co, занимающуюся торговлей кофе, автомобилями и другими импортными товарами. Эта работа предполагала возможность путешествовать по Колумбии. 
20 февраля или 3 марта 1930 года Фриде был натурализован как гражданин Колумбии. После спада в деятельности J. Stern & Co., Фриде работал в Caldas Motors, дочерней компании Ford Motors, с 1935 по 1941 год. В 1939 году Фриде переехал из Манисалеса в Боготу, а в 1940 году открыл здесь первую художественную галерею в столице Колумбии. Два года спустя колумбийский художник-монументалист Педро Нель Гомес провел выставку в художественной галерее Фриде.
Во время Страстной седмицы 1942 года Фриде снял первый документальный фильм о важном археологическом памятнике и объекте Всемирного наследия ЮНЕСКО Сан-Агустин. Это положило начало дальнейшим исследованиям коренных народов Колумбии в период с 1943 по 1946 год. Он жил в Сан-Агустине до конца 1945 года. 
В 1940-х годах Фриде был сотрудником Колумбийского индихенистского института (Colombian Indigenista Institute). В 1944 году он опубликовал свою книгу «Индеец в борьбе за землю» (El indio en la lucha por la tierra), в которой описал процесс обезземеливания индейцев, их сопротивление расхищению общинных земель со стороны латифундистов и постоянные репрессии в отношении коренного населения департамента Каука. Эта книга считается отправной точкой индеанистских исследований в стране.
Фриде считается одним из основателей «Новой истории» в Колумбии, наряду с Хайме Харамильо Урибе, Луисом Эдуардо Ньето Артета и Луисом Оспиной Васкесом. Его важнейшим вкладом в её становление считется объёмный труд о завоеваниях и истории коренных народов в публикации 1955 года Documentos Inéditos para la Historia de Colombia.
В 1947 году он стал членом-корреспондентом Колумбийской академии истории. В 1959 году социологом Орландо Фальсом Бордой и падре Камило Торресом был основан факультет социальных наук Национального университета Колумбии, где Хуан Фриде был одним из главных профессоров. С 1962 по 1990 год Фриде жил в Колумбии и США.
Хуан Фриде опубликовал 682 работы на испанском и английском языках. Он свободно говорил на русском, немецком, французском, английском и испанском языках.

## Исследования Хуана Фриде

### Коренные народы Колумбии
Фриде опубликовал многочисленные книги и статьи о коренных народах Колумбии, среди которых чибча-муиски, андаки, аруако, кофан и кимбайя.

### Испанское завоевание
В биографиях Хуана Фриде были описаны подробности жизни многих конкистадоров, а также испанские летописцы Колумбии. Он также изучил множество архивных документов в разных хранилищах Испании и Нового Света, опубликовав сборники старинных документов из архивов Севильи и Мадрида; благодаря этим его исследованиям стали известны дата и место рождения, как и прочие подробности ранней биографии Гонсало Хименеса де Кесады. О Педро де Агуадо, дата рождения которого неизвестна, он сообщил, что тот был крещён в Вальдеморо 26 января 1513 года. Фриде писал о Родриго де Бастидасе и других в книге «La conquista del territorio y el poblamiento». 
Хуан Фриде выпустил ряд работ о завоевании испанцами чибча-муисков и основании Боготы. О жестоком обращении с коренными народами со стороны Педро де Эредиа он опубликовал Fuentes documentales para la historia del Nuevo Reino de Granada: desde la instalación de la Real Audiencia en Santafé. Маршруты главных конкистадоров Гонсало Хименеса де Кесады и Николауса Федермана в сторону Боготской саванны и Восточных холмов он описал в Descubrimiento del Nuevo Reino de Granada y Fundación de Bogotá (1536—1539). В 1960 году Фриде опубликовал рецензию на книгу «Epítome de la conquista del Nuevo Reino de Granada» — раннюю публикацию о завоевательных экспедициях испанцев против муисков и панче, авторство которой не установлено. Фриде утверждает, что работа была полностью написана Гонсало Хименесом де Кесадой, главным конкистадором центральной Колумбии.

### Последующая история
Фриде также публиковал работы по истории Колумбии и Перу после испанской конкисты: например, о битве при Бояке в 1819 году, битве при Аякучо в 1824 году, основании Монетного двора в Боготе в XVII веке, истории Перейры и Попаяна, особенно Хуана дель Валье, а также колумбийских художниках Карлосе Корреа и Луисе Альберто Акунья. Благодаря ему и Отсу Капдеки нам хорошо известна история социальной борьбы индейских общин за свою землю в Новой Гранаде. Хуан Фриде Альтер оставил критический обзор сочинений монаха Педро Симона и вместе с американским историком Бенджамином Кином опубликовал большую биографию отца Бартоломе де лас Касаса в 1971 году. 

## Избранные сочинения

### Книги

#### Коренные народы
- 1979 — Indígenas y represión en Colombia
- 1974 — Los chibchas bajo la dominación española
- 1973 — La explotación indígena en Colombia bajo el gobierno de las misiones el caso de los aruacos de la Sierra Nevada de Santa Marta
- 1963 — Los quimbayas bajo la dominación española : estudio documental 1539—1810
- 1963 — Problemas sociales de los aruacos: tierras, gobierno, misiones
- 1953 — Los andakí, 1538—1947: historia de la aculturación de una tribu selvática
- 1952 — Los Kofán: una tribu de la alta Amazonia colombiana
- 1944 — Comunidades indígenas del macizo colombiano
- 1944 — El indio en lucha por la tierra: historia de los resguardos del macizo central colombiano. Editorial Universidad del Cauca, Popayán, 2020
- 1943 — Los indios del alto Magdalena (vida, luchas y exterminio) 1609—1931

#### Конкиста
- 1991 — Cristobal Colón y el encuentro de dos mundos
- 1979 — El Adelantado don Gonzalo Jiménez de Quesada
- 1974 — Biografía de Nicolás Federman, conquistador de Venezuela, 1506?-1542
- 1970 — Rutas de Cartagena de Indias a Buenos Aires y sublevaciones de Pizarro, Castilla y Hernández Girón, 1540—1570
- 1966 — Invasión del país de los chibchas, conquista del Nuevo Reino de Granada y fundación de Santafé de Bogotá: revaluaciones y rectificaciones
- 1965 — Historia extensa de Colombia. 2, Descubrimiento y conquista del nuevo reino de Granada: introducción
- 1965 — La extraordinaria experiencia de Francisco Martín (1531—1533)
- 1963 — Vasco Núñez de Balboa y el descubrimiento del oceano pacifico
- 1961 — Los Welser en la conquista de Venezuela
- 1960 — Gonzalo Jiménez de Quesada a través de documentos históricos; estudio biográfico
- 1960 — Vida y viajes de Nicolás Féderman, conquistador, poblador y cofundador de Bogotá, 1506—1542
- 1959 — El 450 aniversario del nacimiento de Gonzalo Giménez de Quesada
- 1959 — Geographical ideas and the conquest of Venezuela
- 1957 — Sebastián de Benalcázar en el descubrimiento del Nuevo Reino de Granada
- 1952 — Algunas observaciones sobre la realidad de la emigración española a América en la primera mitad del siglo XVI
- 1950 — Antecedentes histórico-geográficos del descubrimiento de la meseta Chibcha por el licenciado Jiménez de Quesada

#### Общая история
- 1974 — La Batalla de Ayacucho, 9 de diciembre de 1824
- 1971 — Bartolomé de las Casas in history: toward an understanding of the man and his work — with Benjamin Keen
- 1968 — La batalla de Boyacá, 7 de agosto de 1819, a través de los archivos españoles. Recopilación documental, transcrita y anotada
- 1964 — Fray Pedro Aguado y Fray Antonio Medrano, historiadores de Colombia y Venezuela
- 1963 — Acerca del nombre del Perú
- 1963 — Documentos sobre la fundación de la Casa de Moneda en Santa Fe de Bogotá (1614—1635) conservados en el Archivo General de Indias, Sevilla
- 1963 — Historia de Pereira
- 1961 — Vida y luchas de don Juan del Valle, primer obispo de Popayán y protector de indios; estudio documental basado en investigaciones realizadas en los archivos de Colombia, España y el Vaticano
- 1959 — La censura española del siglo XVI y los libros de Historia de América
- 1957 — Los franciscanos y el clero en el nuevo reino de Granada durante el siglo XVI
- 1945 — El pintor colombiano The Colombian painter, Carlos Correa

### Статьи
- 1963 — Colones alemanes en la Sierra Nevada de Santa Marta
- 1961 — El primer libro colombiano
- 1961 — La introduccion de mineros alemanes en America por la compañia Welser de Augsburgo
- 1960 — Quién fué el autor del «Epítome de la conquista del Nuevo Reino de Granada»?
- 1957 — Los franciscanos y el clero en el nuevo reino de Granada durante el siglo XVI
- 1956 — Nicolás Féderman en el descubrimiento del Nuevo Reino de Granada
- 1955 — La rebelión de Álvaro de Oyón
- 1952 — Las minas de Muzo y la «Peste» acaecida a principios del Siglo XVII en el Nuevo Reino de Granada
- 1951 — Book Review: Los Muiscas antes de la Conquista
- 1947 — El arte de los Kofán

### Переводы на русский
- Фриде X. Из истории аграрных отношений в колониальной Колумбии (От энкомьенды к частной собственности на землю) // Новая и новейшая история, 1968, № 2. — с. 41-52.

## Память
- Хуан Фриде изображён на колумбийской почтовой марке 1997 года[28].
- Деревянное жилище, в котором жил Фриде в Сан-Агустине, в 2006 году было превращено в Дом-музей Хуана Фриде (Casa Museo Juan Friede)[29].

### Цитируемые работы Хуана Фриде
- Friede, Juan (1982), La conquista del territorio y el poblamiento, Manual de Historia de Colombia, Instituto Colombiano de Cultura, vol. 1, pp. 116–122
- Friede, Juan (1976), Fuentes documentales para la historia del Nuevo Reino de Granada: desde la instalación de la Real Audiencia en Santafé, Banco Popular
- Friede, Juan; Keen, Benjamin (1971), Bartolomé de las Casas in History: Toward an Understanding of the Man and his Work, Northern Illinois University Press, pp. 1–632
- Friede, Juan (1964), Fray Pedro Aguado y Fray Antonio Medrano, Historiadores de Colombia y Venezuela, Revista de Historia de América, vol. 57/58, pp. 177–232
- Friede, Juan (1960a), Descubrimiento del Nuevo Reino de Granada y Fundación de Bogotá (1536–1539), Banco de la República, pp. 1–342, Архивировано из оригинала 15 августа 2017, Дата обращения: 10 января 2017
- Friede, Juan (1960b), Quién fué el autor del "Epítome de la conquista del Nuevo Reino de Granada"?, Boletín Cultural y Bibliográfico, vol. 3, no. 2, Banco de la República, pp. 93–96, Дата обращения: 14 февраля 2017

### Биография Хуана Фриде
- Rueda Enciso, José Eduardo (2008), Juan Friede, 1901-1990: vida y obras de un caballero andante en el trópico, ICANH, pp. 1–596, Дата обращения: 14 февраля 2017

### Прочая библиография
- Álvarez, Miladys (2014), Un acercamiento a la producción escrita de Luis Alberto Acuña. Revisión del texto Alberto Durero y el arte indígena americano, Ensayos. Historia y teoría del arte, Universidad Nacional de Colombia, vol. XVIII, pp. 26–37, Дата обращения: 14 февраля 2017
- Camacho Sánchez, Miguel; Zabaleta Lombana, Alberto; Covo Torres, Pedro C. (2007), Bibliografía general de Cartagena de Indias: F-O, Ediciones Pluma de Mompox, pp. 1–1259
- Pineda Camacho, Roberto (2004), La escuela de antropología colombiana. Notas sobre la enseñanza de la antropología (PDF), Maguaré, vol. 18, pp. 59–85, Дата обращения: 14 февраля 2017
- Puentes Cala, Mauricio; Suárez Pinzón, Ivonne (2014), Fuentes documentales y recursos digitales para el estudio del periodo colonial en Colombia: Siglos XVII y XVIII, Anuario Americanista Europeo, vol. 12, pp. 37–49, Дата обращения: 14 февраля 2017
- Rueda Enciso, José Eduardo (2005), Juan Friede y su búsqueda de El adelantado don Gonzalo Jiménez de Quesada (PDF), Fronteras de la Historia, ICANH, vol. 10, pp. 331–349, doi:10.22380/20274688.591, Дата обращения: 14 февраля 2017
- Sánchez Alvarado, Laura (2013), El indigenismo en Juan Friede (PDF), Baukara, vol. 3, pp. 31–40, Дата обращения: 14 февраля 2017
- Toro Agudelo, Jorge Eduardo (2012), Un análisis a las obras de 5 investigadores risaraldenses, para identificar y analizar la forma como representan los aportes de la comunidad afrocolombiana en la historia de la ciudad de Pereira (M.A.) (PDF), Universidad Tecnológica de Pereira, pp. 1–137, Дата обращения: 14 февраля 2017
- Zuluaga R., Francisco U (2002), Los historiadores del Cauca (PDF), Revista Historia y Espacio, vol. 18, pp. 133–162, Дата обращения: 14 февраля 2017